# Luciano Capelli
Luciano Capelli (Tirano, 19 ottobre 1947) è un vescovo cattolico e missionario italiano, dal 16 giugno 2023 vescovo emerito di Gizo.

## Biografia
Luciano Capelli è nato a Cologna di Tirano il 19 ottobre 1947.

### Formazione e ministero sacerdotale
Nel 1960 è entrato nella Società salesiana di San Giovanni Bosco e nel 1965 ha emesso la sua prima professione. Lo stesso anno è stato inviato nelle Filippine come missionario. Ha studiato filosofia al Don Bosco Seminary College di Laguna. Successivamente è stato insegnante presso la Don Bosco Technical School di Manila dal 1969 al 1970 e il seminario di Laguna dal 1970 al 1971. Nel 1971 è ritornato in Italia per proseguire gli studi di teologia a Messina e a Torino.
Il 29 giugno 1975 è stato ordinato presbitero. In seguito è stato direttore del Centro giovanile della Don Bosco Technical School di Manila dal 1975 al 1977; direttore spirituale della stessa dal 1977 al 1982; rettore della Don Bosco Technical School di Tarlac dal 1982 al 1985; rettore della Don Bosco Technical School di Manila dal 1985 al 1991; rettore della Don Bosco Boarding House di Manila dal 1991 al 1993; superiore provinciale di Filippine e Papua Nuova Guinea dal 1993 al 1999 e direttore della Don Bosco Technical School di Honiara, nelle Isole Salomone, dal 1999 al 2007.

### Ministero episcopale
Il 5 giugno 2007 papa Benedetto XVI lo ha nominato vescovo di Gizo. Ha ricevuto l'ordinazione episcopale il 21 ottobre successivo dal cardinale Joseph Zen Ze-kiun, vescovo di Hong Kong, co-consacranti l'arcivescovo Francisco Montecillo Padilla, nunzio apostolico in Papua Nuova Guinea e nelle Isole Salomone, e il vescovo emerito di Gizo Bernard Cyril O'Grady.
Nel giugno del 2012 ha compiuto la visita ad limina.
Il 16 giugno 2023 papa Francesco ha accolto la sua rinuncia al governo pastorale della diocesi di Gizo per raggiunti limiti di età; gli è succeduto Peter Houhou, fino ad allora vescovo di Auki.

## Genealogia episcopale
La genealogia episcopale è:
- Cardinale Scipione Rebiba
- Cardinale Giulio Antonio Santori
- Cardinale Girolamo Bernerio, O.P.
- Arcivescovo Galeazzo Sanvitale
- Cardinale Ludovico Ludovisi
- Cardinale Luigi Caetani
- Cardinale Ulderico Carpegna
- Cardinale Paluzzo Paluzzi Altieri degli Albertoni
- Papa Benedetto XIII
- Papa Benedetto XIV
- Papa Clemente XIII
- Cardinale Bernardino Giraud
- Cardinale Alessandro Mattei
- Cardinale Pietro Francesco Galleffi
- Cardinale Giacomo Filippo Fransoni
- Cardinale Carlo Sacconi
- Cardinale Edward Henry Howard
- Cardinale Mariano Rampolla del Tindaro
- Cardinale Rafael Merry del Val
- Arcivescovo Duarte Leopoldo e Silva
- Arcivescovo Paulo de Tarso Campos
- Cardinale Agnelo Rossi
- Cardinale John Baptist Wu Cheng-chung
- Cardinale Joseph Zen Ze-kiun, S.D.B.
- Vescovo Luciano Capelli, S.D.B.